# 仮面ライダーディエンド
仮面ライダーディエンド（かめんライダーディエンド）は、『仮面ライダーディケイド』などの仮面ライダーシリーズの作品に登場する仮面ライダー。
ここでは、仮面ライダーディエンドと同じアイテムで変身した「チノマナコ ディエンド変身態」についても解説する。ライダーロボ・ディエンド変身態については、ショッカー首領を参照。

## コンセプト
『仮面ライダーディケイド』は過去のシリーズから大勢の仮面ライダーが登場する作品であるため、2号ライダー「ディエンド」の制作に際して東映が求めたのは、ほかでもない「ディケイドの世界」のライダーであることが明瞭なデザインであった。そのため仮面ライダーディケイドと同様に、カードがいくつも顔に刺さっている造形となった。実はこのカード群は並行ではなく、わずかに外へ向かって開いており、デザイナーの阿部統は「カードの隙間から覗いている人のつもり」と述べている。初期案では眼もなかったが、仮面ライダーらしさを出すために、石森プロの早瀬マサトの助言により眼と口に至るラインが加えられた。
また、ディケイドのマゼンタと対比させる意味でボディーカラーにシアンを採用しているが、黄緑や黄色も検討されたという。
肩が張り出してアメリカンフットボールのプロテクターのようになっているのは、ディケイドとシルエットの差別化を図るためであり、当初はパワー系のイメージが抱かれていた。胸部はX (10) をモチーフとしたディケイドに倣って「11」の意匠が盛り込まれていたが、打ち合わせの席で小林大祐が「せっかく顔がこうなんだから、胸もこうしたほうがいい」とカードの群れに描き換えた。そのため阿部統は「合作のようなものですね」と語っている。

## 仮面ライダーディエンド
海東大樹がディエンドライバーとカメンライド ディエンドのカードを使用して変身する次元戦士。仮面ライダーディケイドとは、互いを滅ぼしあう存在と言われている。
ライダーカードをディエンドライバーに読み取らせることで、さまざまな仮面ライダーを召喚して使役できる。ディエンド自身の戦闘能力も高く、高速移動・透明化・バリヤーといった特殊能力を駆使して戦う。
変身に際しては、まずカードをディエンドライバーに装填すると「カメンライド」の音声が発せられ、次いでトリガーを引くことで4つのディエンドの紋章を射出する。そのうち3つの紋章が3色のシルエットに変化し、それらが重なることでディエンドのスーツを形成する。さらに10枚のライドプレートが頭部に突き刺さり、最後にボディカラーがシアンに染まって変身完了となる。なお、装着する前のライドプレートを敵にぶつけて攻撃することも可能である。
全身を包むディヴァインスーツは宇宙空間での活動も可能とし、未知の鉱石ディヴァインオレで構成された装甲ディヴァインアーマーは50トンの衝撃をも防ぐ。青い複眼ディメンションヴィジョンは、並行世界の狭間にある物体すら視認できるという。頭部を貫く黒い板ライドプレートは、あらゆる並行世界を行き来するための通行手形であり、胸部にはさらに多くのプレートが突き立って装甲を形成している。額にある2つの赤いシグナルポインターから、ライダーカードのエネルギーを信号として放射することで、召喚した仮面ライダーを自在に操る。
腰のディエンドベルトには時空間移動システムが内蔵されている。バックル部の両脇にある左右合わせて6つの円形はシックスエレメントと呼ばれる神秘の印で、向かって右から地・水・火・風・光・闇の元素を宿している。ベルト左サイドにはクラインの壺に通じたライダーカードホルダーがあり、ライダーカードを無限に収納できる。なお、ディエンドはホルダーから任意のカードを引き出すことができる。
ツール
ディエンドライバー
悪の秘密結社大ショッカーによって開発された、2連銃型次元転換解放機。海東大樹が大ショッカーから盗み出し、我が物とした。仮面ライダーディエンドへの変身に用いられるほか、ライダーカードに描かれた仮面ライダーの召喚やアイテムへの変形にも活用される。
内部には創造を担う秘石トリックスターが収められており、ディエンドの動力源となっている。このトリックスターの働きによって、ライダーカードに封じられた2次元（平面）のエネルギーが3次元（立体）へと解放されるのである。カードを読み取るバレル横のスリット・ライドリーダーには複数枚を一度に装填可能であり、4枚のライダーカードを使って変身と同時に3人のライダーを呼び出したこともあった。
また、クラインの壺から取り込んだ無尽蔵の次元エネルギーを50口径のエネルギー弾に変換し、2連式の銃口ブッカーマズルから発射する。最大有効射程距離は300メートルで、射出は半自動で行われるが、トリガーによる操作も可能である。
開発目的は明らかではないが、仮面ライダーディケイドの装備であるディケイドライバーやライドブッカーと共通の構造が多いことから、これらのプロトタイプだったと考えられる。あるいはディケイドを牽制するためのアイテムという可能性もある。
- ディエンドの変身アイテムが銃型に設定された理由は、ディケイドライバーが変身ベルトとして強烈な印象を与える商品であったため、2号ライダー用にはベルト以外のモチーフが求められたからである。初期デザインはシンプルな外見だったが、子供たちに訴求するためには持ち主が明瞭なほうがいいだろうという判断から、ディエンドの意匠が取り込まれていった。
- かつて『仮面ライダー剣』の玩具を制作した際、1号ライダー用「ブレイラウザー」と2号ライダー用「ギャレンラウザー」の両アイテムにカードリーダー機能を持たせた結果、差別化がうまくできずに商品として中途半端な結果に終わったことがあった。その反省に基づきディエンドライバーのDX版玩具からはカードリーダー機能が省かれており、その代わりに価格が下げられている。その後、2015年に発売された『COMPLETE SELECTION MODIFICATION』版玩具にカードリーダー機能が搭載されている。

音撃棒
響鬼の世界にて清めの音を奏で、バケガニを攻撃するために用いられた。なお、この棒で音撃打を放つ際には音撃鼓を必要としない。

必殺技
ディメンションシュート
ファイナルアタックライド ディエンドのライダーカードを使用して発動する、ディエンド最強の技。ディエンドライバーを取り巻く無数のカードが照準となって渦を巻くように敵を捕捉し、そのカードを巨大なエネルギー光線に変えて渦の中を通すようにホーミング機能で発射する。
すべてのライダーカードの力を解放する必要があるため、召喚されたライダーがいた場合は強制的にカードの状態に還元される。

### コンプリートフォーム
仮面ライダーディエンドが、時間警察の黒崎レイジから託された専用ツールケータッチで強化変身した形態。通常のディエンドよりも基礎的な能力が向上しているほか、胸部のヒストリーオーナメントに収められたカードから仮面ライダーを召喚できる。
ヒストリーオーナメントのカード配置は以下の通り。
| G4     | リュウガ   | オーガ | グレイブ |
| 歌舞鬼 | コーカサス | アーク | スカル   |

強化変身に際しては、まずケータッチの画面に浮かび上がった8人のライバルライダーの紋章をタッチしていき、次いでケータッチをディエンドベルトのバックル部分にセットする。するとカメンライド ディエンド コンプリートフォームのカードが出現し、頭部に生成された冠状の部位ディエンドクラウンに収まる。最後に胸のヒストリーオーナメントに8枚のカードが並び、変身完了となる。
ツール
ケータッチ
コンプリートフォームへの強化変身に用いられるアイテムで、仮面ライダーディケイドが使用するものと同型だが、青い配色となっている点が異なる。また、ディエンドが手にした時にはあらかじめコンプリートカードが装填され、ライダーの紋章が浮かび上がっている状態だった。
黒崎レイジは時間警察の警察手帳を操作することにより、このケータッチを収納したケースを呼び出していたが、彼がどのような経緯で入手したのかは明らかでない。

### ネオディエンドライバーVer.
『仮面ライダージオウ』EP29から登場。海東大樹がネオディエンドライバーを使用して変身する仮面ライダーディエンドの新たな姿。以前よりも能力が強化されている。
ツール
ネオディエンドライバー
海東が使用する新型のディエンドライバー。原典がブラックを基調に、差し色にディエンドのキーカラーであるシアンとイエローを配していたのに対して、こちらはベースカラーがシアンになっている。
『クウガ』から『キバ』までに登場する平成ライダーに加えて、『W』以降に登場する第2期平成ライダーを召喚することが可能。
- 旧ディエンドライバーのデザイナーが引き続きデザインアレンジも担当しており、先行するネオディケイドライバーの例に倣って、シアンの彩色箇所を増やしている。

### 専用ビークル
マシンディエンダー
ディエンドの専用バイク。設定のみで劇中未登場（未制作）であったが、『オールライダー超スピンオフ』第3話でネタにされ、マシンディケイダーをディエンドカラーにした色調加工映像として登場。
後年制作された『レッツゴー仮面ライダー』ではほんの一瞬だが正式に専用ビークルとして使用された。

## チノマナコ ディエンド変身態
『仮面ライダーディケイド』第24話、 第25話、およびスーパー戦隊シリーズ『侍戦隊シンケンジャー』の第二十一幕に登場した。
チノマナコ
仮面ライダーが存在しないシンケンジャーの世界において、人間界の支配をもくろむ怪物アヤカシの1体。
力自慢で、敵を投げ飛ばす戦法を得意とする。また全身の至るところに目玉があり、爆弾として射出することができる。撃ち出した目玉を空中に固定し、足場として使うという応用も可能。
アヤカシ集団「外道衆」の幹部「骨のシタリ」の命を受け、仮面ライダーディエンドを襲ってディエンドライバーを強奪。仮面ライダーディケイドとも交戦するが、ディケイドがコンプリートフォームに強化変身すると撤退した。
- デザインはディエンドに変身することを前提としているため、換装することになる上半身のラインや色が変身後と相対するように逆算して描かれている。また全身の目玉紋様は、モチーフである観葉植物のクッカバラのイメージを忠実に再現したものである。

チノマナコ ディエンド変身態
奪ったディエンドライバーの力で、チノマナコは「この世界に生まれた最初の仮面ライダー」となった。ディエンドライバーの音声は通常時よりも低く変化しており、紋章も禍々しい造形となっている。また頭部のライドプレートは大きく歪んでおり、その1枚1枚の隙間から下級のアヤカシ「ナナシ連中」を呼び出すことができる。巨漢の割に優れた敏捷性を備え、剣戟にも耐える強靭な皮膚を持つ。
本来アヤカシには、本拠地である三途の川を離れて長時間活動すると水切れと呼ばれる現象を起こして戦闘不能になる弱点があるが、ディエンドライバーの影響で水切れを起こさない体質に変貌している。ただし、絶命後に巨大化して復活するアヤカシの特性「二の目」もまた失われている。
カメンライドで仮面ライダーブレイドを召喚したほか、怪人を召喚するカイジンライドのカードを使ってムースファンガイアとイーグルアンデッドの2体を使役し、アヤカシ以外の敵との戦闘に不慣れな侍戦隊シンケンジャーを窮地に陥れた。
しかしブレイドは、ディケイド コンプリートフォームによってブレイドブレードに変えられ、侍戦隊シンケンジャーのリーダーであるシンケンレッドに託される。さらにディケイドはアタックライド ディケイド 烈火大斬刀を発動し、2大ヒーローの同時攻撃を受けたチノマナコ ディエンド変身態は爆発して果てた。

## カードの一覧
劇中で使用された・テレビ朝日公式サイトで図柄が公開されているカードを以下に示す。またアルファベットの略称は仮面ライダーディケイド#カードの種類を参照。
名称は「仮面ライダーWEB 仮面ライダー図鑑」に基づく。

### カメンライド
仮面ライダーへの変身や、召喚に用いるカード。
基本的に召喚された仮面ライダーには自我がないが、簡単な言葉を発することはある。
| カード名 カード表記                               | 登場作品                                  | 効果 | 備考       |
| ------------------------------------------------- | ----------------------------------------- | --- | ---------- |
| - ディエンド - MASKED RIDER DIEND                 | 『ディケイド』ほか                        | 仮面ライダーディエンドに変身する。 |            |
| - ディエンド（パワーアップ） - MASKED RIDER DIEND | 『ディケイド』                            | - 鳴滝から渡された、背景が金色のカード。具体的な効果は不明。 - 第31話では、ディケイドに通常の変身用カードを渡しているため、こちらのカードで変身していると思われる。 | [ 注釈 2 ] |
| - アギト - MASKED RIDER AGITO                     | 『しにがみ博士』                          | 仮面ライダーアギトを召喚する。 |            |
| - G3 - MASKED RIDER G3                            | 『超・電王』                              | 仮面ライダーG3を召喚する。 |            |
| - G4 - MASKED RIDER G4                            | 『超・電王トリロジー』                    | 仮面ライダーG4を召喚する。 |            |
| - ナイト - MASKED RIDER KNIGHT                    | 『ジオウ』                                | 仮面ライダーナイトを召喚する。 |            |
| - 王蛇 - MASKED RIDER OUJA                        | 『超・電王』                              | 仮面ライダー王蛇を召喚する。 |            |
| - シザース - MASKED RIDER SCISSORS                | 『ディケイド』                            | 仮面ライダーシザースを召喚する。 |            |
| - ライア - MASKED RIDER RAIA                      | 『ディケイド』                            | 仮面ライダーライアを召喚する。 |            |
| - ファム - MASKED RIDER FEMME                     | 『ディケイド』                            | 仮面ライダーファムを召喚する。 |            |
| - ガイ - MASKED RIDER GAI                         | 劇場版                                    | 仮面ライダーガイを召喚する。 |            |
| - リュウガ - MASKED RIDER RYUGA                   | 『超・電王トリロジー』                    | 仮面ライダーリュウガを召喚する |            |
| - デルタ - MASKED RIDER DELTA                     | 『ディケイド』                            | 仮面ライダーデルタを召喚する。 |            |
| - カイザ - MASKED RIDER KAIXA                     | 劇中未使用                                | 仮面ライダーカイザを召喚する |            |
| - オーガ - MASKED RIDER ORGA                      | 『超・電王トリロジー』                    | 仮面ライダーオーガを召喚する。 |            |
| - サイガ - MASKED RIDER PSYGA                     | 『ディケイド』                            | 仮面ライダーサイガを召喚する。 |            |
| - ライオトルーパー - RIOTROOPER                   | 『ディケイド』                            | ライオトルーパーを召喚する。 |            |
| - ブレイド - MASKED RIDER BLADE                   | 『ディケイド』                            | 仮面ライダーブレイドを召喚する。 |            |
| - グレイブ - MASKED RIDER GLAIVE                  | 『超・電王トリロジー』                    | 仮面ライダーグレイブを召喚する。 |            |
| - 轟鬼 - MASKED RIDER TODOROKI                    | 『ディケイド』                            | 仮面ライダー轟鬼を召喚する。 |            |
| - 歌舞鬼 - MASKED RIDER KABUKI                    | - 『ディケイド』 - 『超・電王トリロジー』 | 仮面ライダー歌舞鬼を召喚する。 |            |
| - 斬鬼 - MASKED RIDER ZANKI                       | 『ディケイド』                            | 斬鬼を召喚する。 |            |
| - 威吹鬼 - MASKED RIDER IBUKI                     | 『ディケイド』                            | 仮面ライダー威吹鬼を召喚する。 |            |
| - ドレイク - MASKED RIDER DRAKE                   | 『ディケイド』                            | 仮面ライダードレイクを召喚する。 |            |
| - サソード - MASKED RIDER SASWORD                 | 『ディケイド』                            | 仮面ライダーサソードを召喚する。 |            |
| - コーカサス - MASKED RIDER CAUCASUS              | - 『超・電王』 - 『超・電王トリロジー』   | 仮面ライダーコーカサスを召喚する。 |            |
| - ヘラクス - MASKED RIDER HERCUS                  | 『ディケイド』                            | 仮面ライダーヘラクスを召喚する。 |            |
| - ケタロス - MASKED RIDER KETAROS                 | 『ディケイド』                            | 仮面ライダーケタロスを召喚する。 |            |
| - パンチホッパー - MASKED RIDER PUNCH HOPPER      | 劇場版                                    | 仮面ライダーパンチホッパーを召喚する。 |            |
| - 電王 - MASKED RIDER DEN-O                       | 『ディケイド』                            | 仮面ライダー電王を召喚する。 |            |
| - キバ - MASKED RIDER KIVA                        | 『ディケイド』                            | 仮面ライダーキバを召喚する。 |            |
| - レイ - MASKED RIDER REY                         | 『ディケイド』                            | 仮面ライダーレイを召喚する。 |            |
| - サガ - MASKED RIDER SAGA                        | 『ディケイド』                            | 仮面ライダーサガを召喚する。 |            |
| - イクサ - MASKED RIDER IXA                       | 『ディケイド』                            | 仮面ライダーイクサを召喚する。 |            |
| - アーク - MASKED RIDER ARC                       | 『超・電王トリロジー』                    | 仮面ライダーアークを召喚する。 |            |
| - J - MASKED RIDER J                              | - 劇場版 - 『MOVIE大戦2010』              | 仮面ライダーJを召喚する。 |            |
| - スーパー1 - MASKED RIDER SUPER1                 | - 『しにがみ博士』 - 『MOVIE大戦2010』    | 仮面ライダースーパー1を召喚する。 |            |
| - BLACK RX - MASKED RIDER BLACK RX                | 『しにがみ博士』                          | 仮面ライダーBLACK RXを召喚する。 |            |
| - BLACK - MASKED RIDER BLACK                      | 『ディケイド』                            | BLACKの世界の南光太郎を召喚する。 | [ 注釈 5 ] |
| - アクセル - KAMEN RIDER ACCEL                    | 『ジオウ』                                | 仮面ライダーアクセルを召喚する。 |            |
| - スカル - KAMEN RIDER SKULL                      | 『超・電王トリロジー』                    | 仮面ライダースカルを召喚する。 | [ 注釈 6 ] |
| - バース - KAMEN RIDER BIRTH                      | 『ジオウ』                                | 仮面ライダーバースを召喚する。 |            |
| - バロン - KAMEN RIDER BARON                      | 『ジオウ』                                | 仮面ライダーバロンを召喚する。 |            |
| - スペクター - KAMEN RIDER SPECTER                | 『ジオウ』                                | 仮面ライダースペクターを召喚する。 |            |
| - ブレイブ - KAMEN RIDER BRAVE                    | 『ジオウ』                                | 仮面ライダーブレイブを召喚する。 |            |

### ファイナルカメンライド
ディエンド コンプリートフォームの頭部に装着されるカード。
| カード名 カード表記                                     | 登場作品               | 効果 | 備考 |
| ------------------------------------------------------- | ---------------------- | ---- | ---- |
| - ディエンド コンプリートフォーム - DIEND COMPLETE FORM | 『超・電王トリロジー』 |      |      |

### ファイナルフォームライド
他の仮面ライダーを武器に変身させるカード。
| カード名 カード表記             | 登場作品       | 効果                                                             | 備考       |
| ------------------------------- | -------------- | ---------------------------------------------------------------- | ---------- |
| - ブレイド - BLADE BLADE        | 『ディケイド』 | 仮面ライダーブレイドをブレイドブレードに変身させる。             |            |
| - 電王[デンライナー] - DENLINER | 『ディケイド』 | 仮面ライダー電王をデンオウデンライナーに変身させると思われる。   | [ 注釈 7 ] |
| - 電王[モモタロス] - MOMOTAROS  | 『ディケイド』 | 仮面ライダー電王をモモタロスに変身させる。                       |            |
| - キバ - KIVA ARROW             | 『ディケイド』 | 仮面ライダーキバをキバアローに変身させる。                       |            |
| - ディケイド - DECADRIVER       | 劇場版         | 仮面ライダーディケイドをジャンボディケイドライバーに変身させる。 |            |

### アタックライド
技を発動するカード。
| カード名 カード表記                    | 登場作品               | 効果                                                                               | 備考 |
| -------------------------------------- | ---------------------- | ---------------------------------------------------------------------------------- | ---- |
| - ブラスト - DIEND BLAST               | 『ディケイド』         | ディエンドライバーを強化し、速射エネルギー弾、ホーミング弾、空中炸裂弾などを放つ。 |      |
| - イリュージョン - ILLUSION            | 『ディケイド』         | 自らの分身を造り出す。分身には実体があり、それぞれディエンドライバーを使える。     |      |
| - インビジブル - INVISIBLE             | 『ディケイド』         | 体を透明化し、奇襲や撤退を行う。                                                   |      |
| - クロスアタック - CROSSATTACK         | 『ディケイド』         | 召喚した仮面ライダーの必殺技を発動させる。                                         |      |
| - バリア - BARRIER                     | 劇場版                 | ディエンドの紋章型のエネルギー光弾を放ち、敵の攻撃を防ぐ。                         |      |
| - 劇場版 - GEKIJYOUBAN                 | 『超・電王トリロジー』 | 劇場版8人ライダーを召喚し、必殺技を発動する。                                      |      |
| - ネオブラスト - DIEND NEO BLAST       | 『ジオウ』             | 銃撃を強化する。                                                                   |      |
| - ネオインビジブル - NEO INVISIBLE     | 『ジオウ』             | 自らの姿を消す。                                                                   |      |
| - ネオクロスアタック - NEO CROSSATTACK | 『ジオウ』             | 劇中未使用                                                                         |      |
| - ネオバリア - NEO BARRIER             | 『ジオウ』             | 劇中未使用                                                                         |      |

### ファイナルアタックライド
必殺技を発動するカード。
| カード名             | 登場作品       | 発動技                 | 備考 |
| -------------------- | -------------- | ---------------------- | ---- |
| - ディエンド - DIEND | 『ディケイド』 | ディメンションシュート |      |
| - ブレイド - BLADE   | 『ディケイド』 | ディエンドエッジ       |      |
| - キバ - KIVA        | 『ディケイド』 | ディエンドファング     |      |

### カイジンライド
怪人を召喚するカード。海東が元々所持していたものと思われるが、以下の2枚以外が存在するのかは不明。
| カード名                             | 登場作品       | 効果                           | 備考 |
| ------------------------------------ | -------------- | ------------------------------ | ---- |
| - ムースファンガイア - MOOSE FANGIRE | 『ディケイド』 | ムースファンガイアを召喚する。 |      |
| - イーグルアンデッド - EAGLE UNDEAD  | 『ディケイド』 | イーグルアンデッドを召喚する。 |      |

### 種類不明
| カード名           | 関連作品   | 効果                                         | 備考 |
| ------------------ | ---------- | -------------------------------------------- | ---- |
| コンプリートカード | ディケイド | ケータッチのパネル用カードとして使用される。 |      |

## 変身者
海東 大樹（）
仮面ライダーディエンドに変身する青年。一人称は「僕」。様々な並行世界 (A.R.WORLD) を単独で往来し、価値のある"お宝"と判断した物を収集している。
仮面ライダーディケイド / 門矢士が記憶喪失となるよりも以前から旅を続けており、過去の士を知る人物である。また、ディケイドを敵視する鳴滝とも面識がある。
かつてはディエンドの世界を支配する邪神フォーティーンの下で、反社会的な活動を行う者たちを取り締まる任に就いていた。海東は自分が作り上げた教育プログラムの効果で、捕えられた人々が更生し、穏やかな暮らしを送っていると信じていたのである。しかしフォーティーンが人々に強制的な脳改造手術を施しているという事実を知り、反旗を翻した海東は追われる身となった。その後、大ショッカーが開発したディエンドライバーを盗み出し、ディエンドへの変身能力を手に入れる。
「ブレイドの世界」で、記憶を失った士に初めて接触し、以後は同じ世界を旅していくこととなる。アギトの世界ではG4チップを手に入れるための足掛かりとして、仮面ライダーG3-Xの装着者となった。響鬼の世界では音撃道の宝を記した3つの巻物を狙うが、巻物に隠された真意が「3つの流派の力をひとつに」であることに気づくと、音撃道の修行に励むアスム少年を教え導いた。
ディエンドの世界に帰郷した際は、フォーティーンの操り人形になり果てた兄の海東純一と再会。救出を試みるものの、純一が自ら望んで人々の支配に加担していたという真実を知り、故郷を後にする。
士たちとは長く対立関係にあったが、旅を重ねるうちにいつしか友情が芽生え、やがて士こそ最高の宝であると認めるに至った。

## 登場作品
『仮面ライダーディケイド』放送中の派生作品
映画『劇場版 超・仮面ライダー電王&ディケイド NEOジェネレーションズ 鬼ヶ島の戦艦』
デンライナーの面々とオニ一族の決戦の最中に突然現れ、「面白そう」という理由だけで、G3・王蛇・コーカサスを召喚し、「楽しんでくれ」と自分だけ戦わずにそのまま去っていった。
藤沢真行による漫画版
オニ一族の切り札である鬼の戦艦を手に入れるべく、ユウの石をゴルドラに渡した後でウラタロスたちから武器を向けられた際、お詫びとしてG3・王蛇・コーカサスを召喚して去っていった。
映画『劇場版 仮面ライダーディケイド オールライダー対大ショッカー』
仮面ライダーたちの宝を手に入れるためにライダートーナメントに参加。劇中ではアマゾンのギギの腕輪を手に入れていた。士とユウスケと共に決勝戦まで勝ち進めるも、戦闘中に自ら退場。
その後大ショッカー戦闘員の振りをして大ショッカーから夏海を助け、士や他の仮面ライダーたちと共に大ショッカーに立ち向かい、ギギの腕輪をアマゾンに返した。また同作品ではディエンドライバーが大ショッカーから盗んだ物であることを明かしている。
舞台『MASKED RIDER LIVE&SHOW 〜十年祭〜』
ライダープリズンを訪れ、監獄内の仮面ライダーたちにライダー漫才で最もおもしろかった者に牢獄のカギを与えると告げる。
映画『仮面ライダー×仮面ライダー W&ディケイド MOVIE大戦2010』
ディケイドが起こしたライダー大戦では参戦せず様子見していたが、自らの命を絶った士の復活の方法を知る夏海を行かせるためにスーパーショッカーに立ち向かった。その後、復活した士や他の仮面ライダーと共にネオ生命体の分身でスーパーショッカーの主要怪人として登場したドラスと戦う。
映画『仮面ライダー×仮面ライダー×仮面ライダー THE MOVIE 超・電王トリロジー EPISODE YELLOW お宝DEエンド・パイレーツ』
劇中における主役。電王の世界でかつて手放した黒崎家の宝飾拳銃をもう一度手に入れるため、スパイダーイマジン（赤目）に「野上良太郎に会いたい」と契約したうえで囮にし、野上良太郎やモモタロスたちが降りたデンライナーと電王が戦闘中に放り投げたライダーパスを手に入れ、「2008年の11月22日」の自分を止めようとする。
実は自分に恨みを抱いていた時間警察の黒崎レイジが母親の水島さゆりを恨んでいることを知り、自分が奪った拳銃の箱に家の理由でレイジ宛の彼女の手紙が隠していたことを知るが、追いかけてきた警察の発砲で失ってしまう。その歴史を変えるためにデンライナーを盗み、再び拳銃を手に入れる行動に入った。
お宝を求める性格は変わらないが、士たちの衝突や共闘を経て人間性も成長し、仲間や他人の想いをお宝と認識して、レイジに母親の想いを分からせるために今回の行動を起こした。
映画『オーズ・電王・オールライダー レッツゴー仮面ライダー』
岩石大首領の猛攻に苦戦するオーズたちの前に、伊達明 / 仮面ライダーバースが連れてきた平成のサブライダーの1人として登場。
映画『仮面ライダー×スーパー戦隊 スーパーヒーロー大戦』
本作の最後の敵として登場。スーパー戦隊を潰そうとする士と、ライダーを倒そうとするキャプテン・マーベラス / ゴーカイレッドの目的を探るべく、泉比奈、ジョー・ギブケン / ゴーカイブルー、ドン・ドッゴイヤー / ゴーカイグリーンと行動を共にする。
終盤で作戦のためとはいえ友情を踏みにじり、ジョーと自分の心を傷つけた士とマーベラスに憤慨し、2人が阻止しようとしたビッグマシンの完成を果たしてしまう。最終的にビッグマシンが破壊され、重傷を負いながらもなんとか生還し、士からディケイドのライダーカードを盗んで姿を消した。
映画『仮面ライダー×スーパー戦隊 超スーパーヒーロー大戦』
霧野エイトが開発したゲーム『超スーパーヒーロー大戦』のトーナメント戦において、ライダーオールブルーの桃枠として参戦。第1回戦では、スーパー戦隊オールレッドの緑枠として参戦したニンジャレッドと対戦。

### 『仮面ライダージオウ』
EP29から登場。異世界を渡り歩く仮面ライダー。士同様、仮面ライダーとしての記憶・能力は失っておらず、オーロラカーテンで時空間を移動する能力を持つ。原典同様に怪盗として珍しいお宝を狙っており、「通りすがりの仮面ライダーを追いかける者」と自称している。突如クジゴジ堂に現れソウゴたちに豪華な朝食を振る舞うが、実は白ウォズの依頼で彼らの持つライドウォッチを盗むための策略であった。盗んだ強力な、ジオウライドウォッチIIとゲイツリバイブライドウォッチは白ウォズの手に渡されたが、戦いの末いくつかのライドウォッチは再びソウゴらに奪還される。
ジオウの世界のお宝である白ウォズの未来ノートを盗んだ後、祝電としてオーロラカーテンで2068年の世界にいるオーマジオウとソウゴ・ゲイツを対面させる。
タイムジャッカーによって歴史が改変されたジオウの世界に再び現れ、加古川飛流から歴史改変の能力を持つアナザージオウIIウォッチを奪うも、スウォルツに時間を止められ、失敗。その後、スウォルツから時間を静止させる能力を強引に与えられ、その力を使いグランドジオウライドウォッチをソウゴから奪い、スウォルツの指示で不要になったウールとオーラの始末を命じられるが、スウォルツの指示には従わず、オーラにグランドジオウライドウォッチを手渡す。その後、ソウゴたちとアナザーライダー軍団の戦闘に乱入し、時間を静止させる能力を使って士の時間を止め、スウォルツにディケイドの力を奪わせ、その報酬としてアナザージオウIIウォッチを手にした。
命を落とした士をアナザージオウIIウォッチの力によって蘇らせるが、その副作用で自身がアナザージオウIIとなる。最後のお宝として士の命を狙うが、ディケイドの力を半分取り戻した士とソウゴによって倒され、アナザージオウIIウォッチも破壊される。
その後、士とともにスウォルツのアナザーディケイドと戦うも、ダークライダーやツクヨミに阻まれる。
最後は仮面ライダーオーマジオウとなったソウゴによって創り変えられていく世界を、士と共に見届ける。
『RIDER TIME 仮面ライダーディケイドVSジオウ ディケイド館のデスゲーム』

## 関連キャラクター
仮面ライダーディケイド
ディエンドと同じくライダーカードを使用する仮面ライダー。
アナザージオウII
『仮面ライダージオウ』で海東大樹が変身した怪人。
アナザーディエンド
上記作品のオリジナルビデオ作品『仮面ライダージオウ NEXT TIME ゲイツ、マジェスティ』に登場する怪人。ディエンドの能力を持つ。白ウォズがアナザーディエンドウォッチで変身した怪人。
ライダーロボ
『スーパーヒーロー大戦GP 仮面ライダー3号』に登場するロボット。『S.I.C. HERO SAGA』でディエンドを取り込み、ライダーロボ・ディエンド変身態に変化する。
海東純一
『仮面ライダーディケイド』に登場する仮面ライダー。海東大樹の兄である海東純一として登場。

## 仮面ライダーディエンドを演じた人物

### 俳優
戸谷公人
- 『仮面ライダーディケイド』
- 『仮面ライダージオウ』
- 『劇場版 超・仮面ライダー電王&ディケイド NEOジェネレーションズ 鬼ヶ島の戦艦』
- 『劇場版 仮面ライダーディケイド オールライダー対大ショッカー』
- 『仮面ライダー×仮面ライダー W&ディケイド MOVIE大戦2010』
- 『仮面ライダー×仮面ライダー×仮面ライダー THE MOVIE 超・電王トリロジー EPISODE YELLOW お宝DEエンド・パイレーツ』
- 『仮面ライダー×スーパー戦隊 スーパーヒーロー大戦』
- 『[仮面ライダージオウ NEXT TIME ゲイツ、マジェスティ』

### スーツアクター
永徳
- 『仮面ライダーディケイド』
- 『仮面ライダージオウ』
- 『劇場版 超・仮面ライダー電王&ディケイド NEOジェネレーションズ 鬼ヶ島の戦艦』
- 『劇場版 仮面ライダーディケイド オールライダー対大ショッカー』
- 『仮面ライダー×仮面ライダー W&ディケイド MOVIE大戦2010』
- 『仮面ライダー×仮面ライダー×仮面ライダー THE MOVIE 超・電王トリロジー EPISODE YELLOW お宝DEエンド・パイレーツ』
- 『仮面ライダーアウトサイダーズ』

横田遼
- 『仮面ライダー×スーパー戦隊 スーパーヒーロー大戦』

中田裕士
- 『仮面ライダージオウ』

### 声優
戸谷公人
- 『仮面ライダー クライマックスヒーローズ』シリーズ
- 『仮面ライダー バトライド・ウォー』シリーズ
- 『RIDER TIME 仮面ライダーディケイド VS ジオウ ディケイド館のデス・ゲーム』
- 『仮面ライダーアウトサイダーズ』